# Galerie Olivier Cornet
 (juin 2025).
La galerie Olivier Cornet (Olivier Cornet Gallery) est une galerie commerciale d'art contemporain située à Dublin, en Irlande. Elle appartient au Français Olivier Cornet qui en est le gérant,,,.

## Histoire

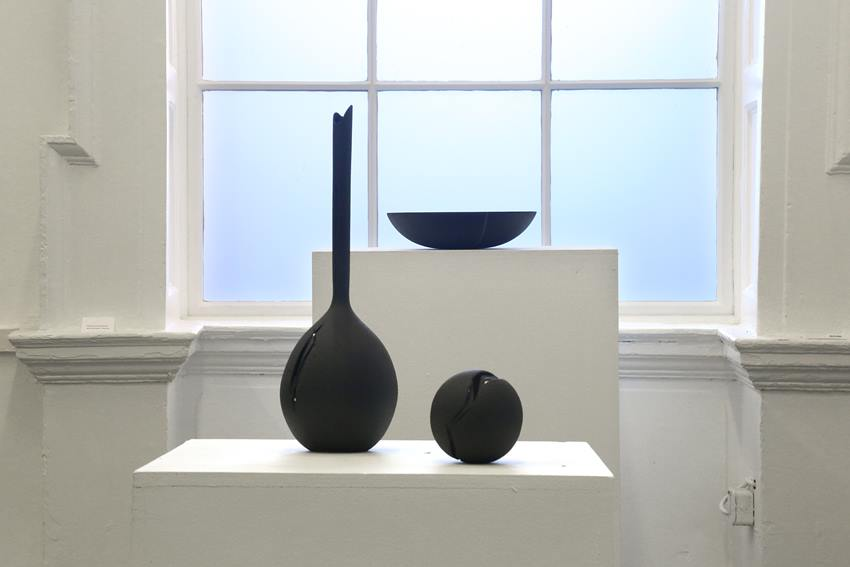
Céramiques à la Galerie Olivier Cornet.

Originaire du département de la Loire, Olivier Cornet s'installe en Irlande à la fin des années 1980. Son intérêt pour l'art provient de sa passion d'adolescent pour la philatélie, notamment pour la reproduction d'œuvres sur timbres de célèbres artistes français. Il cite également la peinture amateur de sa grand-mère maternelle comme influence certaine. Olivier effectue son service militaire en tant qu'animateur culturel au centre culturel français de Lilongwe au Malawi au début des années 1990, où l'une de ses missions consistait à organiser des expositions d'art.
A partir de 2004, après avoir travaillé comme assistant à la galerie Metatron à Enniskerry dans le comté de Wicklow, Olivier Cornet commence à organiser des expositions dans divers lieux à Dublin sous le pseudonyme d’"Olliart". Après avoir ouvert la galerie Olivier Cornet Gallery au Wooden Building dans le quartier du Temple Bar en 2012, suivi d’un passage à 5 Cavendish Row, en 2015 il installe sa galerie au rez-de-chaussée du 3 Great Denmark Street, l'ancienne demeure du Lord Norbury.

## Expositions et artistes
La galerie, qui est accessible gratuitement, organise plusieurs expositions individuelles chaque année, et est ouverte tous les jours (sauf le lundi). Elle représente les artistes Annika Berglund, Hugh Cummins, Jordi Forniés, Conrad Frankel, Eoin Mac Lochlainn, Miriam McConnon, Yanny Petters, Kelly Ratchford et Susanne Wawra,. Elle a aussi exposé l'œuvre d'artistes tels que Gerald Davis, et travaille également avec les membres de son 'groupe d'artistes associés' (le groupe Associate Gallery Artist ou AGA), qui inclut Mary A. Fitzgerald, David Fox, Nickie Hayden, Sheila Naughton et Vicky Smith. La galerie a été saluée par le critique du Irish Times Aidan Dunne pour la conception de très bonnes expositions thématiques, et aussi par le magazine Irish Art Review pour son approche collaborative,. Les expositions thématiques se sont centrées sur des sujets tels que le dérèglement climatique, l'environnement, les questions d'identité, la notoriété et l'infox à l'ère numérique,. La galerie organise aussi une exposition annuelle à l'occasion du festival du Bloomsday à Dublin, en choisissant à chaque fois un thème lié à Ulysse, le roman de James Joyce.
En avril 2024, Olivier conçoit l'exposition "What Do We Want ?" avec les artistes Jill Gibbon, Eoin Mac Lochlainn, Tom Molloy et Gail Ritchie. Elle est inaugurée en sa galerie à Dublin en avril 2024, puis voyage jusqu'à Belfast d'août à septembre 2024 aux QQS Studios & Gallery. Enfin, de mars à mai 2025 l'exposition trouve sa place au centre d'art An Gailearaí dans le Donegal, avec les artistes Jill Gibbon, Bernadette Hopkins, Manal Mahamid, Eoin Mac Lochlainn, Miriam McConnon et Tom Molloy. "What Do We Want ?" vise à mettre en exergue la périlleuse situation géopolitique que nous vivons actuellement dans le monde. En décembre 2024, Gemma Tipton, critique d'art de l'Irish Times, inclut l'exposition dans sa liste des 10 meilleures expositions de l'année 2024.